# Rajon Kamjanez-Podilskyj
Der Rajon Kamjanez-Podilskyj (ukrainisch Кам'янець-Подільський район/Kamjanez-Podilskyj rajon; russisch Каменец-Подольский район/Kamenez-Podolski rajon) ist ein ukrainischer Rajon mit etwa 280.000 Einwohnern. Er liegt in der Oblast Chmelnyzkyj und hat eine Fläche von 4521 km², der Verwaltungssitz befindet sich in der namensgebenden Stadt Kamjanez-Podilskyj.

## Geographie
Der Rajon liegt im Süden der Oblast Chmelnyzkyj und grenzt im Norden an den Rajon Chmelnyzkyj, im Nordosten an den Rajon Schmerynka (in der Oblast Winnyzja gelegen), im Osten an den Rajon Mohyliw-Podilskyj (Oblast Winnyzja), im Süden an den Rajon Dnister (in der Oblast Tscherniwzi gelegen) sowie im Westen an den Rajon Tschortkiw (in der Oblast Ternopil gelegen).

## Geschichte
Der Rajon wurde am 7. März 1923 als Rajon Dolschok gegründet, 1928 wurde das Rajonszentrum dann nach Kamjanez verlegt. Am 17. Juli 2020 kam es im Zuge einer großen Rajonsreform zur Auflösung des alten Rajons und einer Neugründung unter Vergrößerung des Rajonsgebietes um die Rajone Dunajiwzi, Nowa Uschyzja und Tschemeriwzi sowie der bis dahin unter Oblastverwaltung stehenden Stadt Kamjanez-Podilskyj.

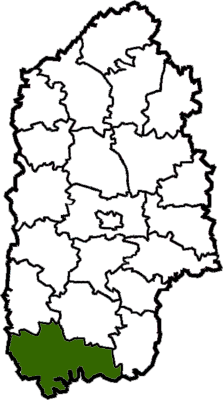
Rajon Kamjanez-Podilskyj bis Juli 2020
Rajonsgebiet ab Juli 2020

## Administrative Gliederung
Auf kommunaler Ebene ist der Rajon in 15 Hromadas (2 Stadtgemeinden, 6 Siedlungsgemeinden und 7 Landgemeinden) unterteilt, denen jeweils einzelne Ortschaften untergeordnet sind.
Zum Verwaltungsgebiet gehören:
- 2 Städte
- 6 Siedlung städtischen Typs
- 328 Dörfer
- 2 Ansiedlungen

Die Hromadas sind im Einzelnen:
- Stadtgemeinde Kamjanez-Podilskyj
- Stadtgemeinde Dunajiwzi
- Siedlungsgemeinde Nowodunajiwzi
- Siedlungsgemeinde Nowa Uschyzja
- Siedlungsgemeinde Sakupne
- Siedlungsgemeinde Smotrytsch
- Siedlungsgemeinde Stara Uschyzja
- Siedlungsgemeinde Tschemeriwzi
- Landgemeinde Hukiw
- Landgemeinde Humenzi
- Landgemeinde Kytajhorod
- Landgemeinde Makiw
- Landgemeinde Orynyn
- Landgemeinde Schwanez
- Landgemeinde Slobidka-Kultschijewezka